# Kallenfels

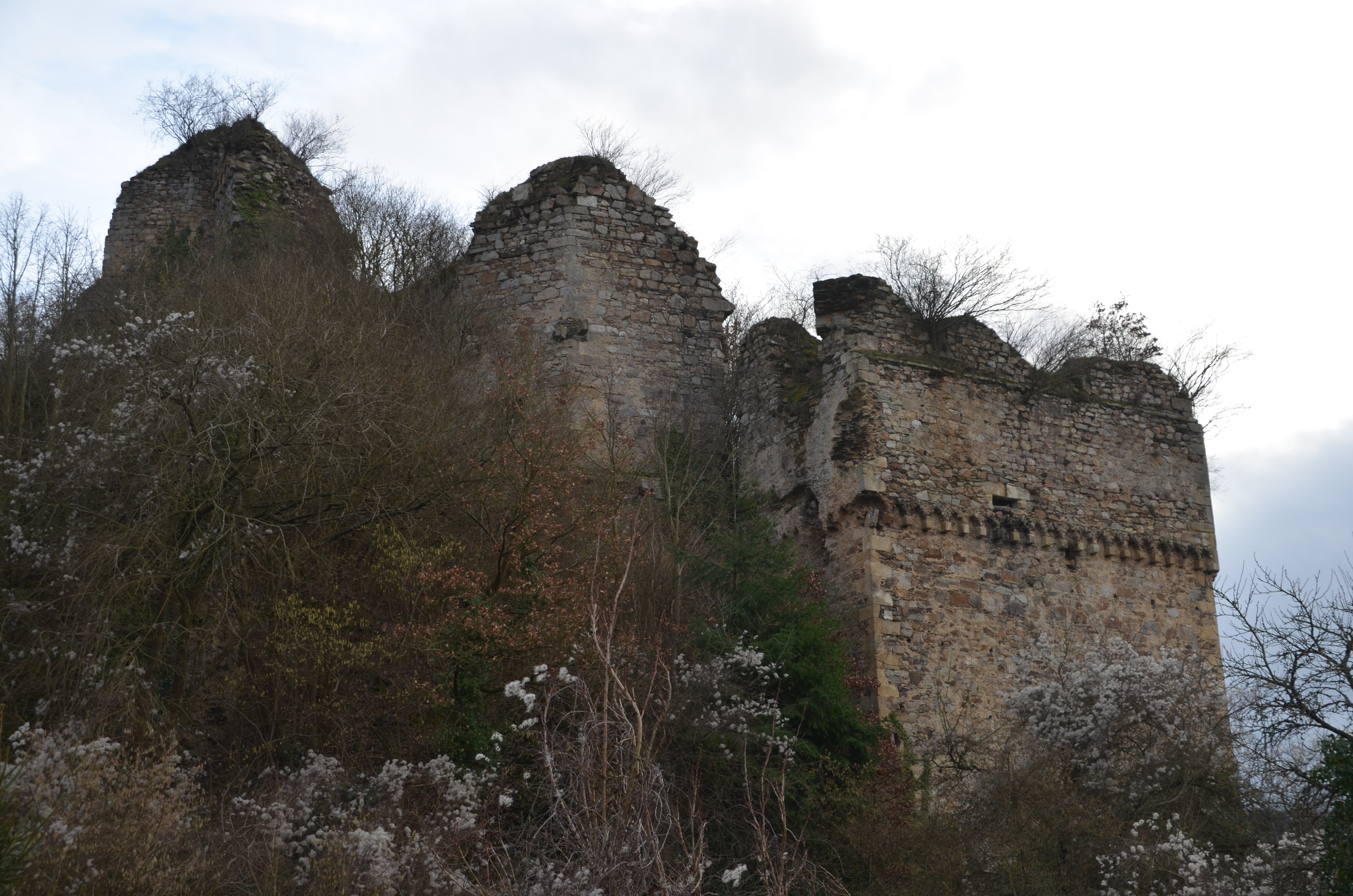
Burg Stein

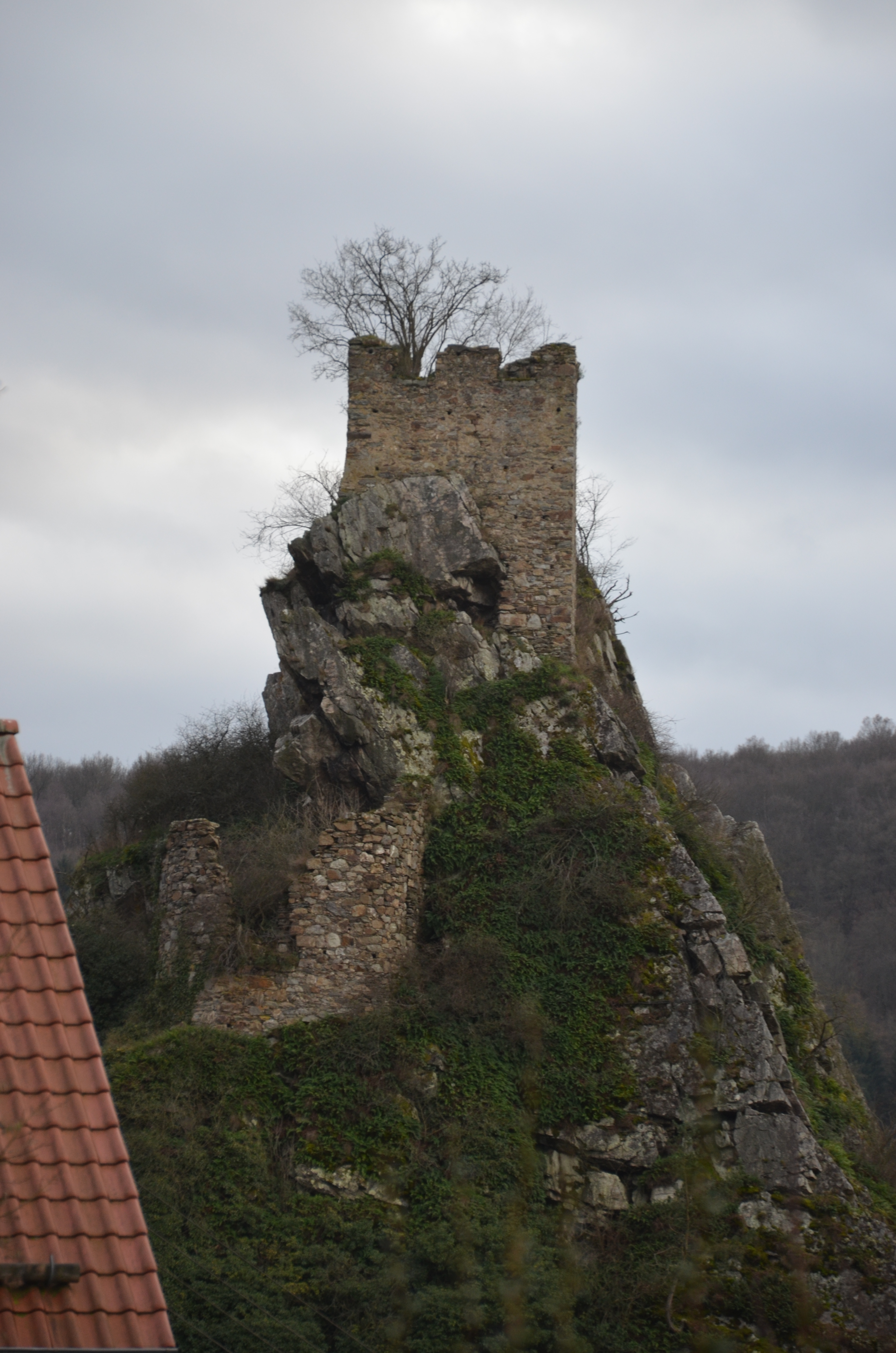
Burg Kallenfels

Kallenfels (amtliche Schreibweise bis 6. Dezember 1935: Callenfels) ist ein Stadtteil von Kirn in der Verbandsgemeinde Kirner Land im Landkreis Bad Kreuznach, Rheinland-Pfalz. Bis 1969 war Kallenfels eine eigenständige Gemeinde.

## Geographie
Kallenfels liegt am linken Ufer des Hahnenbachs im südlichen Hunsrück. Direkt südöstlich des Ortes liegt Kirn, im Nordwesten Hahnenbach, im Norden befinden sich Oberhausen und Hennweiler, im Westen Griebelschied und im Südwesten Bergen.

## Geschichte
Um das Jahr 1150 entstanden oberhalb des heutigen Ortes die Burganlagen Stein, Kallenfels und Stock im Hahne. Die Burg oder Schloss Stein entstand auf der oberen Felskuppe. Das Schloss Kallenfels (Kaldenfels) lag 80 Fuß unter der Feste Stein. Weiter unterhalb entstand der Stock im Hahne, ein Wohnhaus mehr ein turmartiges Gebäude zur Verteidigung des unterhalb liegenden Weges als zur Ritterwohnung bestimmt.
Die ersten Bewohner waren die Familie von Stein, in lateinischen Urkunden meistens de Lapide, seltener de Petra genannt.
Die Linie derer von und zu Stein Kallenfels erlosch mit dem Tod von Philipp Heinrich Freiherr von und zu Stein Kallenfels am 8. April 1778 in Meisenheim. Er wurde am 11. April abends um 11 Uhr in der Kirche zu Abtweiler beerdigt. Mit seinem Tod erlosch ein Rittergeschlecht, das wohl zu den ältesten der Gegend gehörte. Bis zum Ende des 18. Jahrhunderts gehörte Kallenfels zum Amt Wartenstein, in der Franzosenzeit zur Mairie Kirn im Saardépartement (1798–1814) und von 1816 an zur preußischen Bürgermeisterei Kirn (1927 umbenannt in Amt Kirn-Land). Im Zuge einer Verwaltungsreform wurde die Gemeinde am 7. Juni 1969 der Stadt Kirn eingemeindet.

## Politik

### Ortsbezirk
Kallenfels ist als Ortsbezirk ausgewiesen und besitzt deswegen einen Ortsbeirat und einen Ortsvorsteher.
Der Ortsbeirat von Kallenfels besteht aus sieben Mitgliedern.

Ortsvorsteher ist Bernd Ulrich (SPD).